# 米扬
米扬（法語：Myans，法語發音：[mjɑ̃]）是法国萨瓦省的一个市镇，属于尚贝里区。

## 地理
米扬（45°30'53"N, 5°59'10"E）面积3.58 平方千米，位于法国奥弗涅-罗讷-阿尔卑斯大区萨瓦省，该省份为法国东部省份，历史上为薩伏依的一部分，北起上萨瓦省，西接伊泽尔省和安省，南部和东部与上阿尔卑斯省和意大利接壤。
与米扬接壤的市镇（或旧市镇、城区）包括：阿普勒蒙、沙勒莱索、希尼安、拉拉瓦尔、圣巴尔多夫、圣茹瓦尔普里约雷、波特德萨瓦。
米扬的时区为UTC+01:00、UTC+02:00（夏令时）。

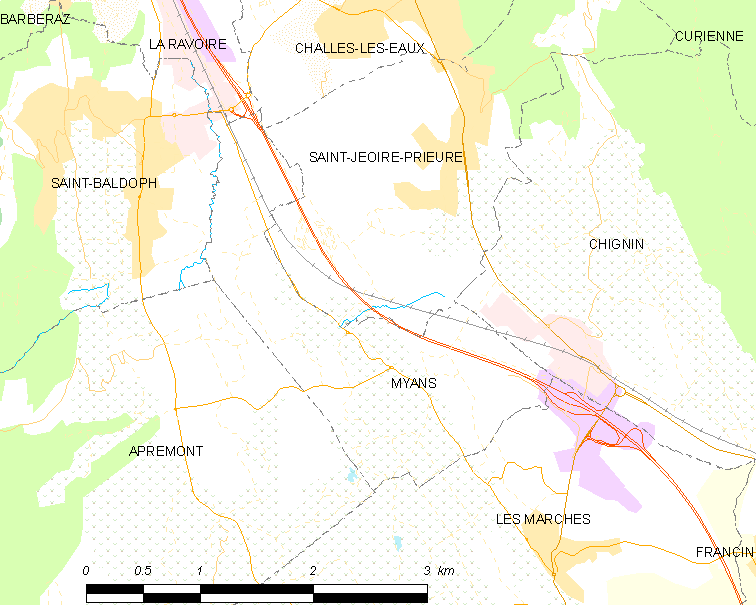
米扬的OSM定位图

## 行政
米扬的邮政编码为73800，INSEE市镇编码为73183。

## 政治
米扬所属的省级选区为蒙梅利扬县。

## 人口

1962-2008年间米扬人口变化图示

米扬于2022年1月1日时的人口数量为1294人。